# 松平忠堯
松平 忠堯（まつだいら ただたか）は、江戸時代後期の大名。伊勢国桑名藩7代藩主、武蔵国忍藩主。官位は下総守。奥平松平家9代。

## 生涯
享和元年（1801年）6月9日、桑名藩主・松平忠翼の長男として誕生。嫡出であったため、家祖・松平忠明の幼名である鶴松丸を名付けられた。文政4年（1821年）、父の死去に伴い藩主となり、文政6年（1823年）3月24日には三方領知替えにより、阿部正権の後の武蔵忍藩へ転封を命じられた。
天保3年（1832年）、侍従に任官。天保9年（1838年）、弟・忠彦に家督を譲って隠居した。元治元年（1864年）8月14日、死去した。享年64。

## 系譜
父母
- 松平忠翼（父）
- 国姫 ー 松平忠和の養女、松平忠啓の娘（母）

正室
- 韶子女王[2] ー 伏見宮貞敬親王の第二王女

養子
- 松平忠彦 ー 実弟